# Bingen am Rhein
Bingen am Rhein is een stad in de Duitse deelstaat Rijnland-Palts, gelegen in de Landkreis Mainz-Bingen op Rk 527. De stad telt 25.736 inwoners. Bingen is vooral bekend om het Klooster Rupertsberg dat rond 1150 door Hildegard von Bingen werd gebouwd en in 1152 door Hendrik I van Mainz werd geconsacreerd. Hoog boven de stad de Rochuskapelle met het door Goethe geschonken schilderij van de heilige Rochus. Verder is er dicht bij de stad de Burcht Klopp, een hoogteburcht.
In de Sankt Martin hangt het drieluik Maria Tenhemelopneming uit 1579, geschilderd door Anthonie van Blocklandt.

## Geboren
- Hilmar Cecco (1937-1961), motorcoureur
- Carl Friedberg (1872-1955), pianist
- Stefan George (1868-1933), dichter
- Mary Roos (1949), schlagerzangeres

Appenheim ·
Aspisheim ·
Bacharach ·
Badenheim ·
Bingen am Rhein ·
Bodenheim ·
Breitscheid ·
Bubenheim ·
Budenheim ·
Dalheim ·
Dexheim ·
Dienheim ·
Dolgesheim ·
Dorn-Dürkheim ·
Eimsheim ·
Engelstadt ·
Essenheim ·
Friesenheim ·
Gau-Algesheim ·
Gau-Bischofsheim ·
Gensingen ·
Grolsheim ·
Guntersblum ·
Hahnheim ·
Harxheim ·
Heidesheim am Rhein ·
Hillesheim ·
Horrweiler ·
Ingelheim am Rhein ·
Jugenheim in Rheinhessen ·
Klein-Winternheim ·
Köngernheim ·
Lörzweiler ·
Ludwigshöhe ·
Manubach ·
Mommenheim ·
Münster-Sarmsheim ·
Nackenheim ·
Nieder-Hilbersheim ·
Nieder-Olm ·
Niederheimbach ·
Nierstein ·
Ober-Hilbersheim ·
Ober-Olm ·
Oberdiebach ·
Oberheimbach ·
Ockenheim ·
Oppenheim ·
Sankt Johann ·
Schwabenheim an der Selz ·
Selzen ·
Sörgenloch ·
Sprendlingen ·
Stadecken-Elsheim ·
Trechtingshausen ·
Uelversheim ·
Undenheim ·
Wackernheim ·
Waldalgesheim ·
Weiler bei Bingen ·
Weinolsheim ·
Welgesheim ·
Wintersheim ·
Wolfsheim ·
Zornheim ·
Zotzenheim